# Jovim
Jovim era una freguesia portuguesa del municipio de Gondomar, distrito de Oporto.

## Historia
Estaba situada en la orilla norte del río Duero y anteriormente perteneció al antiguo municipio de Aguiar de Sousa hasta su extinción a principios del siglo XIX.
Fue suprimida el 28 de enero de 2013, en aplicación de una resolución de la Asamblea de la República portuguesa promulgada el 16 de enero de 2013 al unirse con las freguesias de São Cosme y Valbom, formando la nueva freguesia de Gondomar (São Cosme), Valbom e Jovim.